# Czarcia Łapa

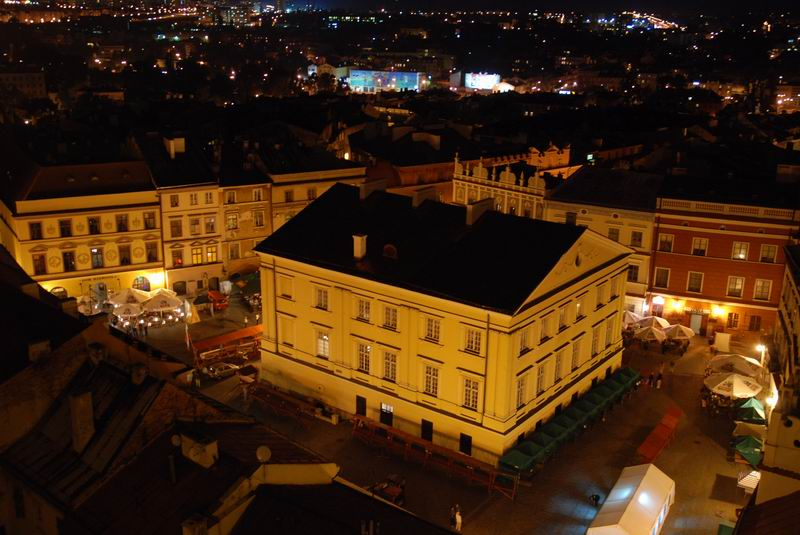
Trybunał Koronny w Lublinie, widok z wieży Trynitarskiej

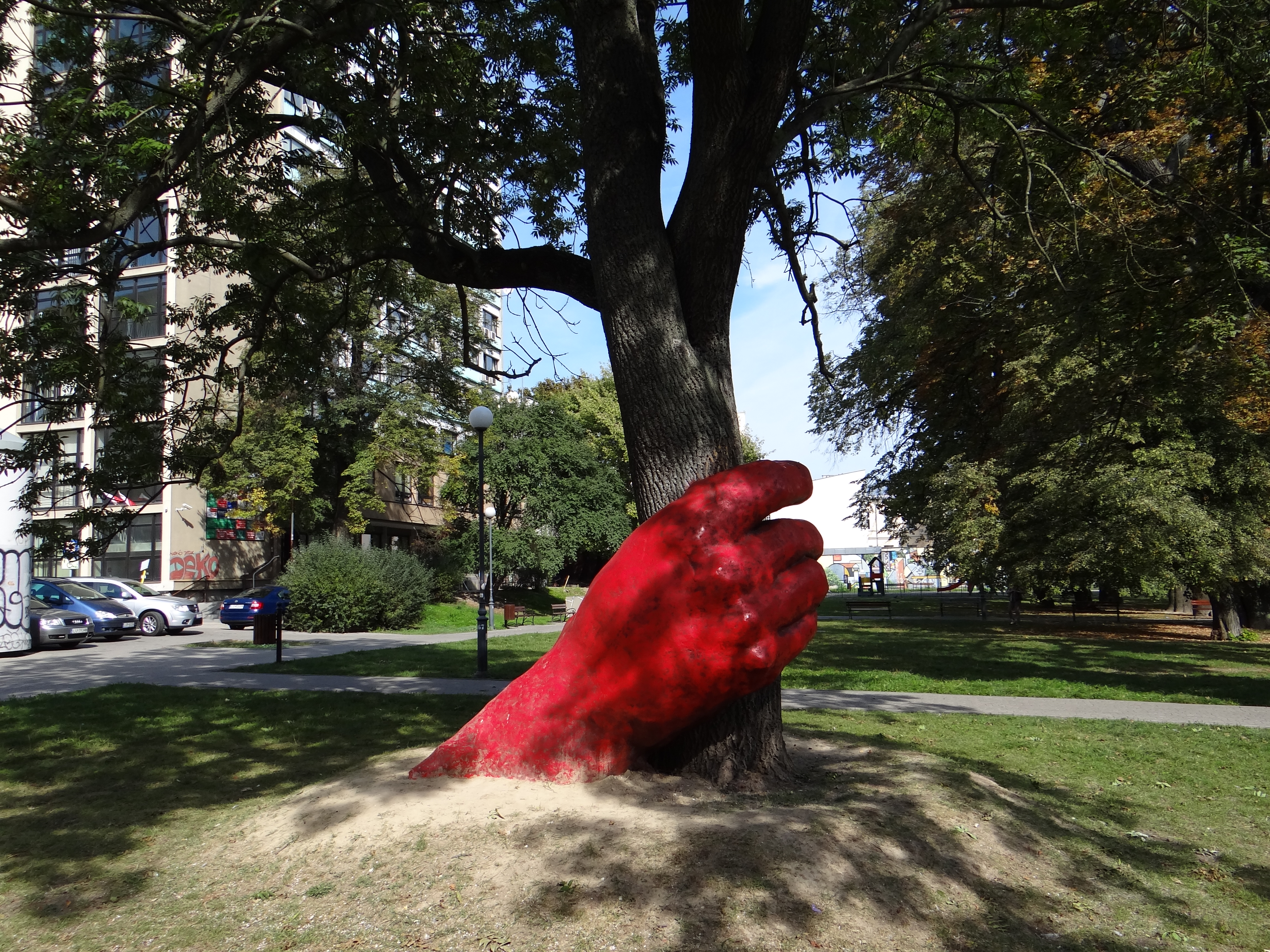
Czarcia Łapa – instalacja site-specific odsłonięta w 2018 na placu im. Lecha Kaczyńskiego w Lublinie

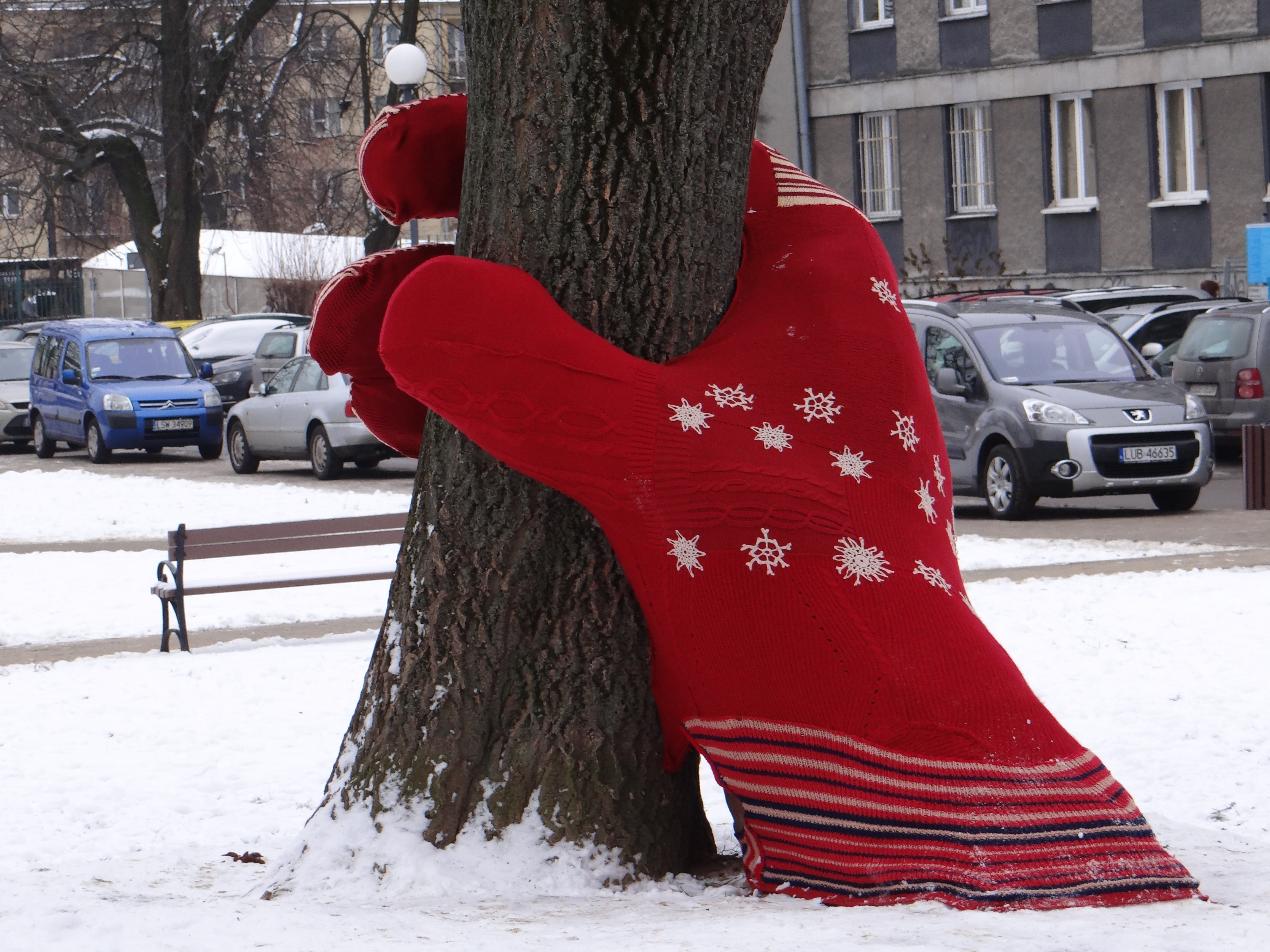
Czarcia Łapa przybrana w wełnianą rękawiczkę, wykonaną przez grupę "Bombardowanie Włóczką" (2018-2019)

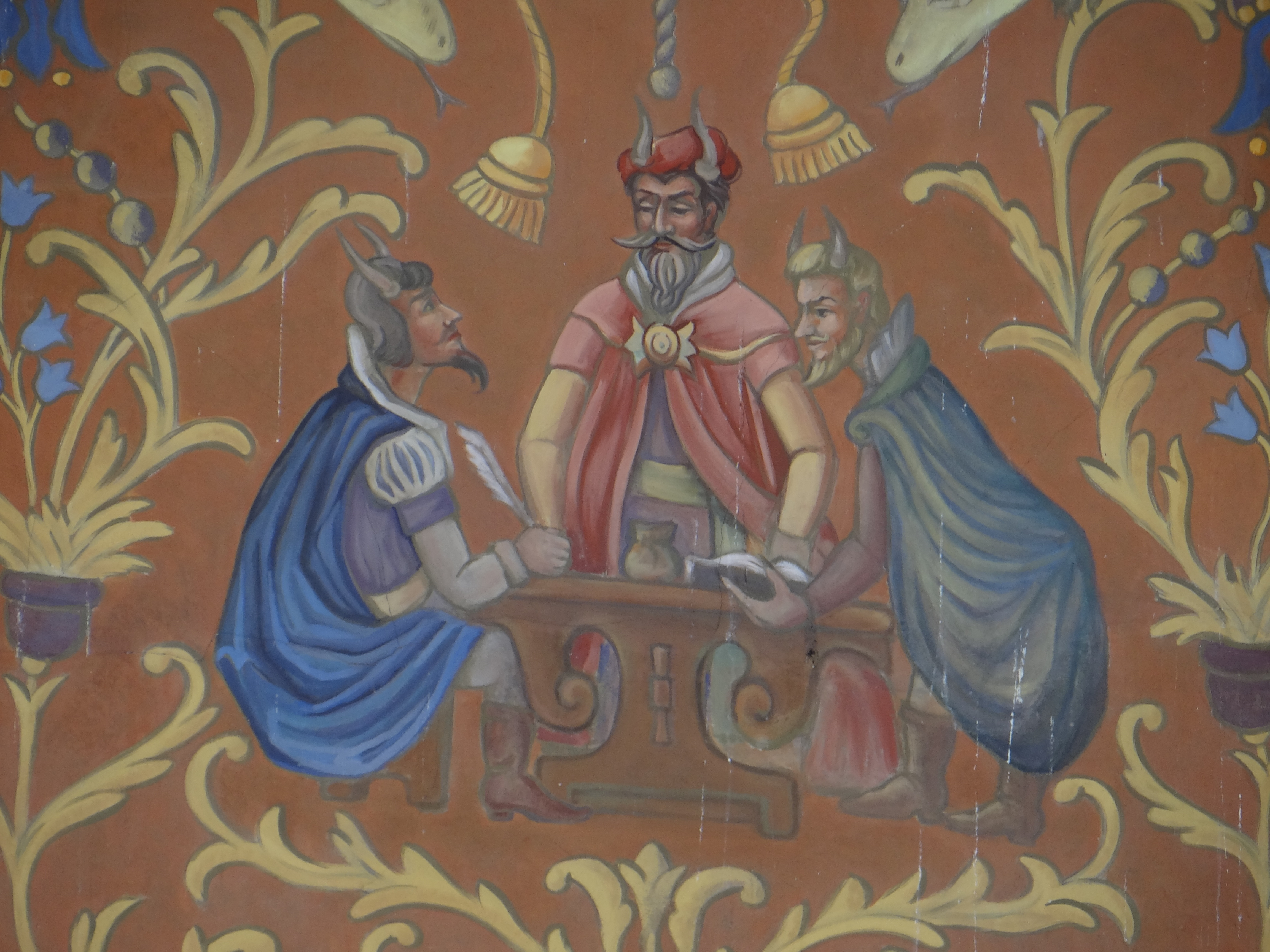
Fragment elewacji kamienicy Rynek 4 w Lublinie z przedstawieniem diabelskiego sądu

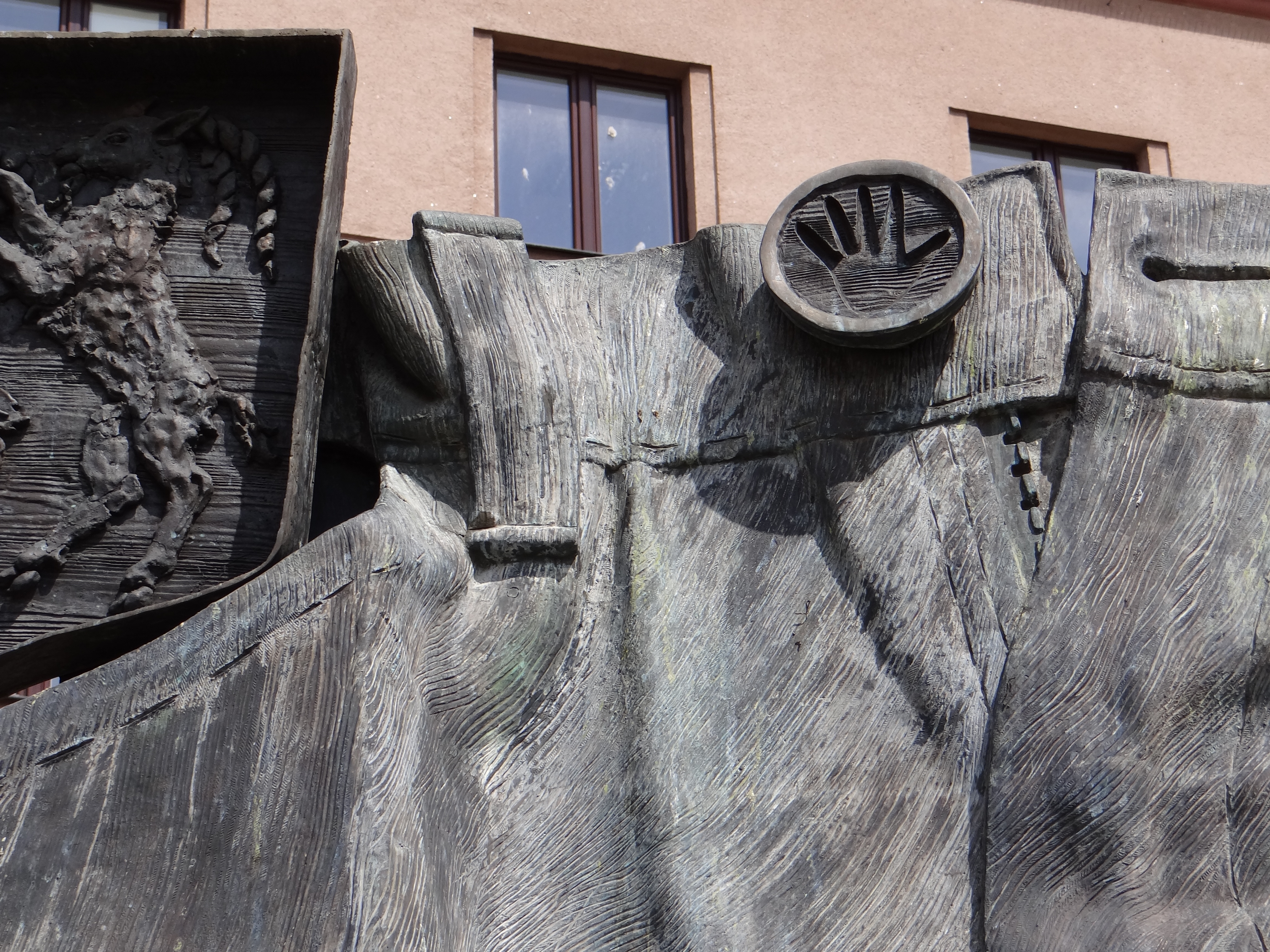
Fragment rzeźby-fontanny „Koziołek w dżinsach” z Czarcią Łapą na guziku

Czarcia Łapa – obiekt legendy związanej z charakterystycznym śladem widocznym na zabytkowym stole znajdującym się w Muzeum Narodowym w Lublinie.
Podanie – zwane też czasami legendą o sądzie diabelskim – ma wiele wersji. Jedna z nich głosi, że w 1637 roku,  w lubelskim trybunale koronnym, odbył się proces pewnej wdowy. Stroną w sporze był magnat, który przekupił sędziów. Skorumpowani sędziowie, nie bacząc na fakty, przyznali rację magnatowi. Zrozpaczona wdowa wzniosła ręce do krucyfiksu wiszącego w sali sądowej i zawołała: Gdyby diabli sądzili wydaliby sprawiedliwszy wyrok! Jej pełen bólu i gniewu głos odbił się echem w wysokich salach lubelskiego trybunału i przestronnej sieni. Jeszcze tej samej nocy, o północy, w sali posiedzeń sądowych pojawiły się tajemnicze postacie odziane w żupany, szlacheckie kontusze i w czarnych perukach. Przerażony pisarz, notujący przebieg rozprawy, spostrzegł diabelskie rogi ukryte w kruczych włosach i poczuł zapach siarki. Wydali oni wyrok na korzyść kobiety. Ażeby go przypieczętować, diabelski sędzia oparł się ręką o stół, wypalając w desce ślad dłoni. Wówczas to Chrystus na krucyfiksie w sali rozpraw odwrócił głowę, żeby nie patrzeć, jak diabelskie sądy są sprawiedliwsze od ludzkich. Krzyż trybunalski do dziś znajduje się w jednej z kaplic w archikatedrze. Niesprawiedliwi sędziowie połamali sobie nogi na trybunalskich schodach.

## Najstarsze wersje legendy
Legenda o procesie wytoczonym wdowie przez chciwego szlachcica, chcącego w ten sposób zagarnąć jej majątek, znana jest w Lublinie przynajmniej od początku XIX wieku. Informację o „sławnych diabelskich zjazdach” odbywających się właśnie w tym mieście, odnotował w 1810 roku poeta Wincenty Kamieński. W poemacie pt. Przypadki lubelskie zamieścił on „bajkę”, stanowiącą komentarz do fragmentu jego Pieśni Pierwszej. Jest to, jak dotąd, najstarszy znany tekst tej legendy.

Wincenty Kamieński, Przypadki lubelskie.
Razu jednego wdowa po długoletniej pieni, przez wpływ dzielnej przemocy, ostatecznym rozsądzeniem Trybunału Lubelskiego wyzuta została z całego majątku, i kiedy jej przeczytano Dekret, zawołała głośno przez skutek rozpaczającego żalu: „Ach gdyby mą sprawę i diabli sądzili, takowej krzywdy by mnie nie zrobili”. Gdy odwołano sądy, zaraz po odejściu wszystkich, diabli w całej okazałości sądu Trybunalskiego i ze wszystkimi obrządkami, przybrawszy postać na siebie Sędziów, Prawników, Sług Trybunalskich i innych ludzi, zasiedli w Ratuszu, na nowo przesądzili sprawę wdowy i wyrok od siebie napisany zostawili na stole. Nazajutrz niesprawiedliwi Sędziowie mieli nagle wszyscy pomrzeć.

Inna wersja legendy pochodzi z gawędy szlacheckiej Henryka Rzewuskiego Pamiątki JPana Seweryna Soplicy, cześnika parnawskiego, publikowanej (w częściach) w Paryżu w latach 1839–1841. Tę samą wersję przytoczył również Lucjan Siemieński w swojej książce Podania i legendy polskie, ruskie i litewskie z roku 1845:

Wizerunek Zbawiciela w trybunale lubelskim
W sali sądowej w Lublinie stał krzyż kamienny z wizerunkiem Zbawiciela, a nad nim był napis wielkimi złotymi literami: Justitias vestras judicabo. Osobliwość tego wizerunku ta była, iż Chrystus Pan miał twarz odwróconą i rysów jej nie można było widzieć; jednakże snycerz nie był go tak wystawił, ale pewien wypadek stał się przyczyną tej zmiany:
Była wdowa szczupłego miana uciśniona procederem przez jakiegoś magnata. Jej sprawa była jak bursztyn czysta, ale magnat zobowiązawszy wszystkich członków trybunału zyskał dekret wbrew prawu i sumieniu. Gdy go ogłoszono, nieszczęśliwa wdowa wyrzekła na cały głos w izbie: – Żeby mię sądzili diabli, sprawiedliwszy byłby dekret. A że sumienie kłuło nieco deputatów, na roki jej nie pozwano i wszyscy udali, jakoby jej nie słyszeli, z czym się odezwała; i że to było pod koniec sesji, porozjeżdżali się marszałek i deputaci, tak duchowni, jako i świeccy; została się tylko kancelaria i pisarze trybunalscy. Aż tu zajeżdża przed trybunał mnóstwo karet, wysiadają jacyś panowie, jedni w kontuszach, drudzy w rokietach, z rogami na głowie i ogonami, które się spod sukien dobywały. I zaczynają iść po schodach, a przyszedłszy do sali trybunalskiej zajmują krzesła, jeden marszałka, drugi prezydenta, inni deputatów. Pomiarkowali się pisarze i kancelaria, że to byli diabli, i w wielkim strachu przy stołach swoich siedząc czekali, co z tego będzie. Wtem diabeł, co marszałkował, kazał wprowadzić sprawę tejże wdowy. Przystąpiło do kratek dwóch diabłów jurystów: jeden pro, drugi contra stawał, ale z dziwnym dowcipem i z wielką praw naszych znajomością. Po krótkim ustępie diabeł marszałek przywołał pisarza województwa wołyńskiego (bo ten interes był z Wołynia), ale prawdziwego pisarza, nie diabła, i kazał mu siąść za stołem i wziąć pióro. Zbliżył się pisarz wpółumarły z bojaźni i przymrużając oczy zaczął dekret pisać, jaki mu dyktowano. Dekret był zupełnie na stronę uciśnionej wdowy, a Pan Jezus na taką zgrozę, że diabli byli sprawiedliwsi niż trybunał przenajświętszą krwią Jego wykupiony i w którym tylu kapłanów zasiadało, zasmuconą twarz odwrócił i oblicza swego nie pokaże (jako miał o tym objawienie świątobliwy jeden bazylian lubelski), aż naród się pozbędzie zaprzedajności w sądach, łakomstwa w księżach i pijaństwa w szlachcie. Ów dekret diabli podpisali, a zamiast podpisów były wypalone łapki różnego kształtu i położywszy go na kobiercu, który pokrył stół trybunalski, zniknęli. Następnej sesji trybunał znalazł diabelski dekret, gdzie był położony; bo rozumie się, że nikt z kancelarii ruszyć go nie śmiał. Złożono go na wieczną pamięć w archiwach.

## Geneza legendy
Według pisarza i regionalisty Władysława Zielińskiego, legenda narodziła się z połączenia dwóch elementów: ustnego podania o niesłusznie osądzonej przez Trybunał Koronny wdowie oraz plotki o przechowywanych w lubelskim archiwum „diabelskich dokumentach”. Taką właśnie jej genezę miały potwierdzać odnalezione przez niego w Archiwum Akt Dawnych Grodzkich i Ziemskich (obecnie Archiwum Państwowe w Lublinie) zapisy, opatrzone podpisem „Plutona, władcy i króla piekieł”. W rzeczywistości wpisy te, umieszczone w księdze lubelskiego sądu grodzkiego z 1637 roku (seria: Relacje, sygn. 66, k. 177v-179v) i zatytułowane odpowiednio Marcin Luter w imieniu Statoriusza przywilej oblatuje oraz Oblata tegoż [przywileju], nie dotyczą żadnego sporu o majątek ubogiej wdowy. Jest to pastisz skierowany przeciwko innowiercom (zwłaszcza arianom), którzy mieli jakoby dzielnie służyć siłom piekielnym i promować fałszywą doktrynę wiary.

Fragment "diabelskich dokumentów" w przekładzie Władysława Zielińskiego.
[...] Listu tego jest słowo w słowo treść i porządek taki: Działo się w piekle na wielkim zgromadzeniu wszystkich diabłów, tak tych, którzy piastują wyższe urzęda jako też i tych, którzy wrota piekieł zamykają. Na uczynione przedstawienie wobec nas i urzędu naszego oraz usilne prośby najpodlejszych Statoriusza i Marcina Kalwinów, daliśmy zezwolenie wszystkim [...], ażeby zachowali dusze swoje czyste w najbrudniejszej wierze, strzegli się Chrześcijan, tak jak siebie samych, dajemy wszystkim najniegodniejszym zupełną swobodę Kakodemonów kształcenie, dajemy władzę kierowania żonami i dziećmi oraz prawdziwej miłości polecamy ich żony. [...] Dano w podziemiach Kocytu miesiąca bieżącego i piekielnego roku 00000 Pluton Władca, król Piekieł.

## Obiekty i miejsca powiązane z legendą

### Stół z wypaloną czarcią łapą
Według niektórych późniejszych wersji legendy pamiątką po diabelskim sądzie nie były jedynie przechowywane w archiwum „diabelskie dokumenty”, ale także stół ze śladem czarciej łapy, znajdujący się obecnie w Muzeum Narodowym w Lublinie. Pierwsza informacja o widocznym na stole odcisku pojawiła się prawdopodobnie dopiero w 1876 w „Gazecie Lubelskiej” (artykuł autorstwa Władysława Zielińskiego). Do dziś nie wiadomo jednak, czy mebel ten kiedykolwiek znajdował się w głównej izbie posiedzeń sądu, czy stał jedynie w sali ustępowej, w której gromadziły się strony postępowania i świadkowie oczekujący na wydanie przez sędziów wyroku. Ponadto dotychczasowe ustalenia dowodzą, że sosnowy blat stołu pochodzi najpewniej dopiero z końca XVIII lub nawet początku XIX wieku.

### Budynek Trybunału Koronnego
Budynek Trybunału Koronnego (dawny ratusz) w Lublinie to miejsce, w którym według legendy odbył się diabelski sąd. Wspominało o tym już samo podanie zanotowane w 1810 przez Kamieńskiego. Jednak według tekstu staropolskiego raptularza (notatnika) spisanego przez żyjącego w XVII wieku szlachcica Zbigniewa Borowskiego, wydarzenie to miało mieć miejsce na ratuszu w Piotrkowie Trybunalskim.

Fragment Raptularza... Zbigniewa Borowskiego.
[...] przy limitacji Trybunału Lubelskiego chłop, który bud miejskich pilnował, przystawiwszy sobie drabinę do ratusza, na niej obwiesił się. Marszałkiem na ten czas był pan [Jan] Adam Stadnicki, podczaszy krakowski, synowiec onego [Stanisława] Diabła Stadnickiego. Za którego dyrekcyjej i w Piotrkowie 1637 na początku Trybunału na Ratuszu nocy jednej źli widziani sądząc.

Informacje o diabłach sądzących w Piotrkowie pojawiają się również w książce Janusza Tazbira Arianie i katolicy z 1971. W rozdziale zatytułowanym Zagłada ariańskiej stolicy znaleźć można zdanie, jakie na sejmie w 1638 wygłosił podobno poseł rawski Stanisław Studziński. Miał on powiedzieć do zebranych Panowie, bójmy się, żeby tu diabli nie sądzili miasto nas, jak i w Piotrkowie sądzili. Również Bohdan Baranowski w swojej książce Kultura ludowa XVII i XVIII w. na ziemiach Polski Środkowej podawał, że do diabelskiego sądu doszło właśnie w Piotrkowie.

### Kawiarnia „Czarcia Łapa” i kabaretCzart
Lokal „Czarcia Łapa”, z charakterystycznym szyldem przedstawiającym diabelską dłoń, działał w Lublinie przez ponad pół wieku. Mieścił się na Starym Mieście w zabytkowej kamienicy (róg Rynku i ul. Bramowej). Występował w nim kabaret Czart, założony w 1959 przez dwóch dziennikarzy „Kuriera Lubelskiego” – Andrzeja Malickiego i Ryszarda Nowickiego.

### Diabelski sąd na elewacji kamienicy
Scenę przedstawiającą trzech diabłów w szlacheckich strojach stojących przy stole trybunalskim można znaleźć na elewacji kamienicy Rynek 4 w Lublinie. Wykonano ją techniką al fresco w 1954 podczas odbudowy i renowacji budowli Starego Miasta. Autorami polichromii, odnowionej w 2011, byli Stanisław Brodziak i Piotr Wollenberg. Poniżej, w kartuszu, widoczna była „ręka diabelska” (dziś już nieczytelna).

### Krucyfiks Trybunalski
Jan Sas-Zubrzycki w wydanej w 1928 pracy Dwa podania lubelskie pisał, że do diabelskiego sądu doszło w roku 1727. Wskazał tę datę, łącząc legendę z informacjami o domniemanym cudzie, mającym miejsce w lubelskim Trybunale dnia 9 maja 1727. Na obliczu ukrzyżowanego Chrystusa, wiszącego w przedsionku izby sądowej, pojawiły się wtedy łzy. Świadkami tego zdarzenia było kilkadziesiąt osób, m.in. obecny na miejscu ówczesny Marszałek Trybunału Franciszek Salezy Potocki. Krucyfiks przeniesiono wkrótce do kościoła pw. św. Michała Archanioła (obecnie nieistniejący), a 26 sierpnia 1832 do archikatedry lubelskiej, gdzie do dziś się znajduje.

### Czarcia Łapa – instalacja artystyczna
W 2018 na placu im. Lecha Kaczyńskiego w Lublinie odsłonięto instalację artystyczną typu site-specific. Jej pomysłodawcą był Kamil Filipowski, a autorem rzeźby Paweł Pawluk. Przedstawia wielką, wyrastającą z ziemi czerwoną dłoń, ściskającą pień drzewa. Zimą 2018/2019 lubelska grupa „Bombardowanie Włóczką” przybrała ją w wełnianą rękawiczkę, a w marcu 2020 Filipowski zorganizował przy niej happening, zachęcający do mycia rąk w dobie epidemii.